# Nukunonu
Nukunonu is een van de drie atollen van Tokelau en daarmee ook een van de drie bestuurlijke onderdelen van het territorium, naast Atafu en Fakaofo. Met een oppervlakte van 4,7 vierkante kilometer is Nukunonu het grootste van de drie Tokelause atollen. Het is samengesteld uit 42 eilanden die een centrale lagune omringen van 90 km².
Volgens de volkstelling van 2011 wonen er 397 mensen op Nukunonu, daarmee is het atol het minst bevolkte van de Tokelau-eilanden. Ruim 95% van de inwoners is rooms-katholiek.

## Geschiedenis
Nukunonu werd al rond 1000 bewoond door Polynesiërs. Op 12 juni 1791 ontdekte Edward Edwards als eerste westerling de eilandengroep, die noemde het eiland toen Hertog van Clarence eiland.
Van 1856 tot 1979 claimden de Verenigde Staten voogdij over het eiland en de andere twee atollen; in 1979 werd de voogdij officieel aan Nieuw-Zeeland toevertrouwd, hetgeen werd gestipuleerd in het Verdrag van Tokehega, dat de maritieme grens vastlegde tussen Tokelau en Amerikaans-Samoa.

## Geografie

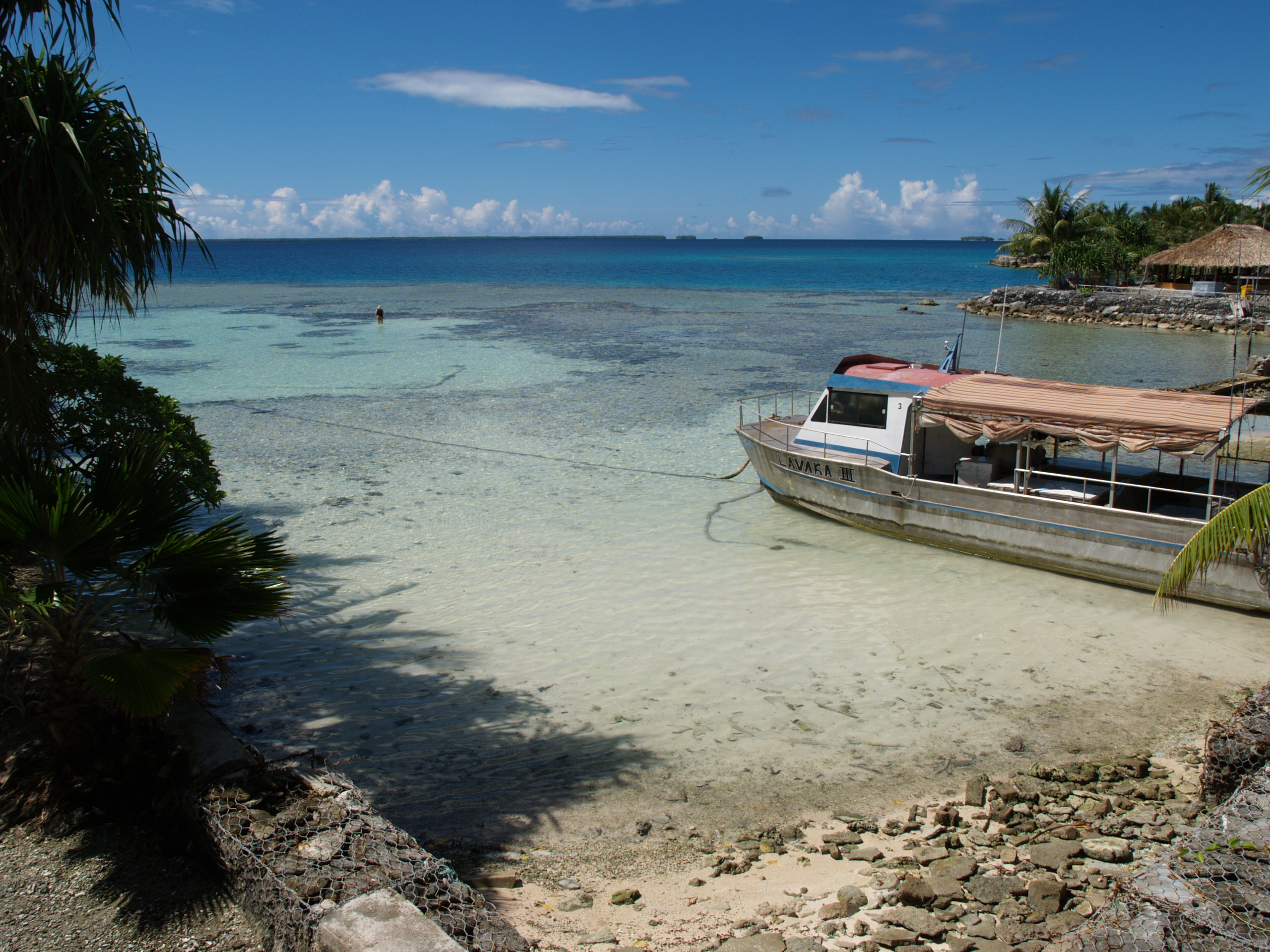
Zicht op de lagune

De belangrijkste twee nederzettingen van het eiland, Nukunonu Village en Motuhaga, liggen in het zuidwesten en zijn verbonden door een brug.

### Eilanden
Nukunonu Village, het belangrijkste dorp, ligt op het eiland Nukunonu, aan de zuidwestelijke rand van de lagune. Hieronder staat een overzicht van alle eilanden die deel uitmaken van de lagune:
- Apia
- Ahua
- Avakilikili
- Fakanava Tau Loto
- Fatigauhu
- Fulumahaga
- Haumagalu
- Hilakehe
- Hini Ailani
- Lalohumu
- Laulauia
- Matalapa
- Motu Akea
- Motu Fala
- Motuhaga
- Motusanga
- Na Hapiti
- Na Taulaga
- Nasapiti
- Natoli
- Niututahi
- Nuialemo
- Nukunonu
- Olomoana
- Patiku
- Puka
- Punalei
- Saumangalu
- Tagamako
- Te Afua
- Te Fakanava
- Te Kamu
- Te Palaoa
- Te Puka i Mua
- Te Puka i Muli
- Te Nonu
- Tima
- Tokelau
- Tuatiga
- Tuigaika
- Vaivaimai
- Vini

## Voorzieningen
Op Nukunonu staat er een winkel met een beperkt assortiment aan producten die soms door onverwachte wijzigingen in het vaarschema te maken kan krijgen met tekorten. Om water te verzamelen hebben nieuwe huizen op het eiland watertanks, die het regenwater van de daken opvangen.
Er is een ziekenhuis, het Saint Joseph Hospital, in Motuhaga. Het nationaal stadion van Tokelau, het Hemoana Stadium, is in Nukunonu gelegen en wordt voornamelijk voor rugby- en voetbalwedstrijden gebruikt.

## Vervoer

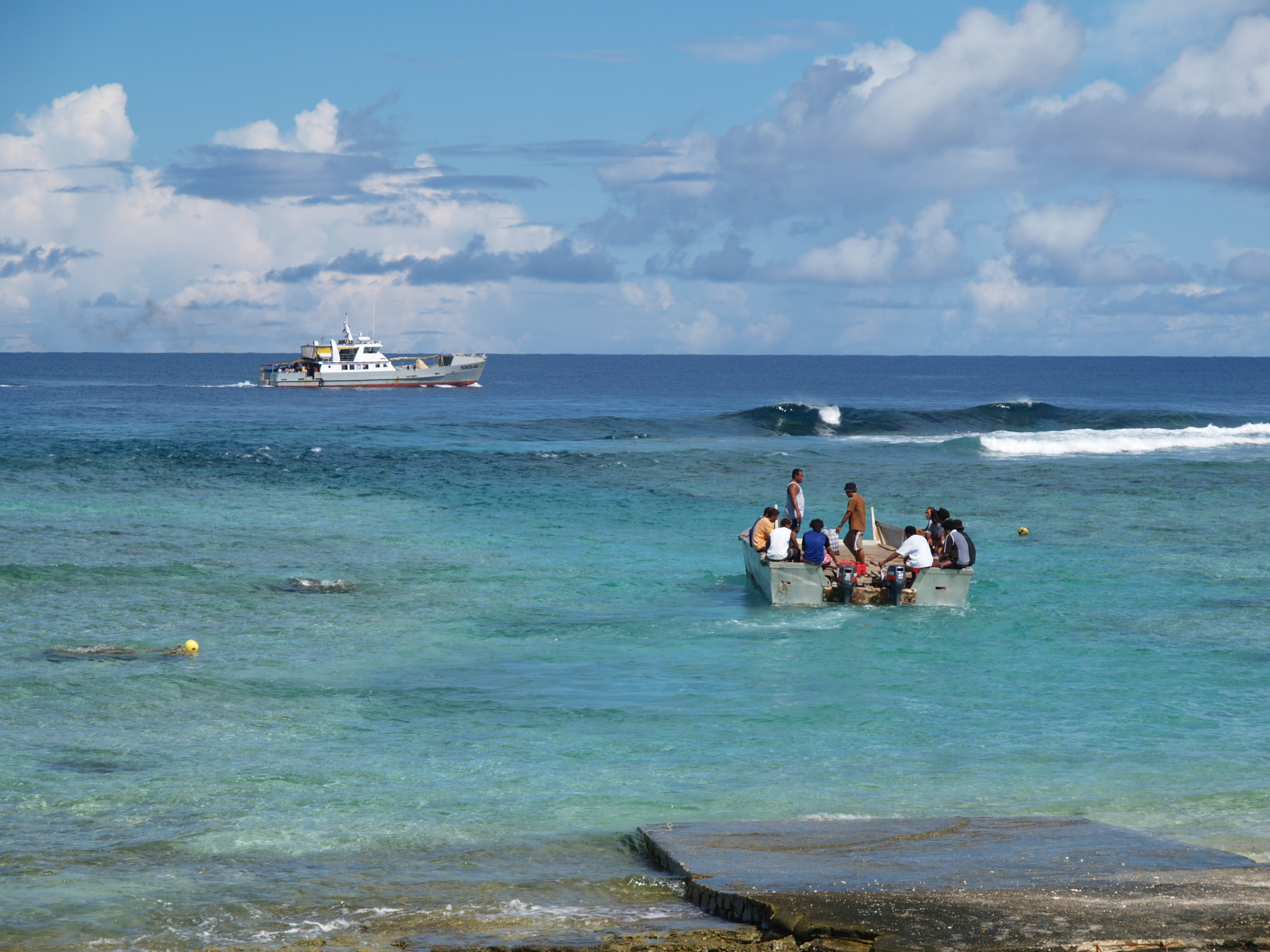
Een sloep vertrekt naar de MV Tokelau om passagiers en/of vracht op te halen

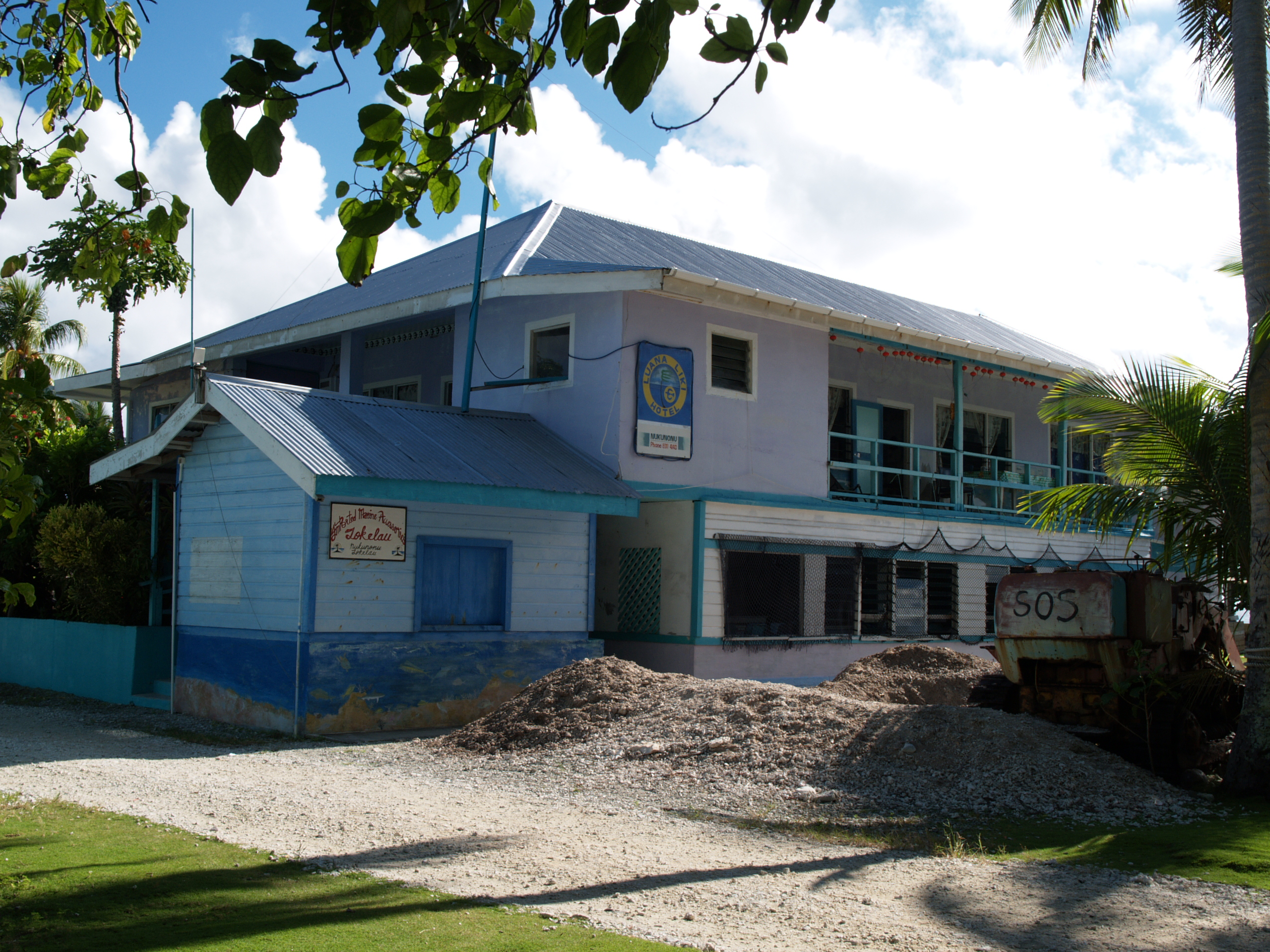
Het Luana Liki Hotel, waar reeds Nieuw-Zeelandse gouverneurs-generaal en premiers verbleven

### Internationaal en interinsulair
Aangezien er geen luchthaven is op Nukunonu is de enige manier om er te raken via het water, meer bepaald het overheidsschip de MV Tokelau, die Nukunonu samen met de twee andere atollen aandoet vanuit de Samoaanse hoofdstad Apia.

### Lokaal
Door Nukunonu lopen drie hoofdwegen: Ala Gatai (in het Engels aangeduid als Lagoon Road), Ala Loto (Middle Road), en Ala Tua (Ocean Road).

## Toerisme
De enige hotels van Tokelau, het Falefa Resort en het Luana Liki Hotel, bevinden zich beide op Nukunonu. In het laatstgenoemde verbleven al verschillende hoogwaardigheidsbekleders, zoals de gouverneur-generaal en premier van Nieuw-Zeeland. Mede doordat Tokelau geen eigen luchthaven heeft is het toerisme er zeer beperkt, en het wordt vooralsnog ook niet bevorderd. De lokale eilandbewoners staan terughoudend tegenover toerisme en de buitenwereld, omdat ze er onafhankelijk van willen blijven. Het beperkte aantal bezoekers maakt echter dat zij allen met de typische Polynesische gastvrijheid worden begroet.